# マヌエル・デ・ファリャ
マヌエル・デ・ファリャ・イ・マテウ（Manuel de Falla y Matheu, 1876年11月23日 カディス - 1946年11月14日 アルゼンチン・コルドバ）は、スペインの作曲家。晩年にフランコ政権を避けてアルゼンチンに亡命した。

## 生涯
1890年代からマドリードでピアノを学ぶかたわら、近代スペイン音楽復興の立役者フェリーペ・ペドレルに作曲を師事。現在ペドレルは音楽学者として、トマス・ルイス・デ・ビクトリアの作品全集の校訂・刊行で名を残しているにすぎないが、ファリャにスペイン民族音楽への興味を植え付けたのが、ほかならぬペドレルだったといわれる。ファリャはとりわけ、アンダルシアのフラメンコ（のカンテ・ホンド）に興味を寄せ、多くの作品においてその影響を示している。初期作品には多くのサルスエラがあるが、中でも最も重要な作品は1幕形式のオペラ『はかなき人生』（1905年作曲、1913年初演）である。
1907年から1914年までパリに滞在。いち早くファリャの才能を認めたデュカスはオペラ・コミック座で『はかなき人生』を上演させ、ファリャをスペイン出身の作曲家アルベニスに紹介した。アルベニスからリカルド・ビニェス、ラヴェルへと人脈が広がり、芸術家のサークル「アパッシュ」に参加、これとは別にドビュッシーとも親交を結んだ。
パリ滞在中にピアノと管弦楽のための『スペインの庭の夜』の作曲に着手するが、第一次世界大戦勃発に伴い1914年9月に帰国。マドリードに戻ってからは、『スペインの庭の夜』を完成（1915年）させたのに続き、バレエ音楽『恋は魔術師』（1915年作曲、単独でも演奏される〈火祭りの踊り〉で有名）、バレエ・リュス（ロシア・バレエ団）のために作曲された『三角帽子』（1917年作曲）など、最も有名なファリャ作品が生み出された。これらの作品では、民族主義と印象主義の両方がバランスよく混在している。
1921年から1939年にグラナダに移住して隠遁生活を送りつつ、室内オペラ『ペドロ親方の人形芝居』（1923年）や『クラヴサン協奏曲』（1926年）を作曲した。これらの作品はストラヴィンスキーの新古典主義音楽の影響が認められ、スペイン民俗音楽の影響はやや稀薄になっている。
1936年にスペイン内戦が始まり、グラナダにいた親友フェデリコ・ガルシーア・ロルカが銃殺されたことを機に祖国を離れることを決意、1939年にアルゼンチンに亡命した。フランコ政権からはたびたび帰国要請があったが、彼は終生拒否し続けた。
ジャシン・バルダゲーの民族叙事詩に基づいてグラナダ時代に構想された大規模なカンタータ『アトランティーダ』（La Atlántida）は、アルゼンチンに移住してからも作曲が続けられた。しかしながら作曲者の最期においてもこれは未完成のままであり、死後に門人エルネスト・ハルフテルにより、実用版完成に向けて補筆され、発表された。
1946年にコルドバで亡くなって同地に埋葬されたが、翌1947年にフランコによって遺体はスペインへ戻され、国葬の上でカディス大聖堂の地下礼拝堂へ埋葬された。
没後の1970年よりスペインで発行された100ペセタ紙幣に肖像が使用されていた。

## 主要な作品

### 舞台作品

#### オペラ
- はかなき人生 G.35
- はかなき人生 G.39（フランス語版）
- ペドロ親方の人形芝居 G.65

#### サルスエラ
- イネスの恋 G.26

#### バレエ音楽
- 三角帽子 G.53
- 恋は魔術師 G.44（第1稿）
- 恋は魔術師 G.68（第2稿）

#### その他
- パントマイム『お代官と粉屋の女房』 G.50（『三角帽子』に改作）
- カンタータ『アトランティーダ』 G.102（未完）

### 管弦楽曲
- 『三角帽子』 第1組曲 G.58、第2組曲 G.59
- 『恋は魔術師』組曲 G.69（7曲?）
- 4つの讃歌 G.86

### 協奏曲
- 交響的印象『スペインの庭の夜』 G.49
- クラヴサン協奏曲 G.71

### ピアノ曲
- 4つのスペイン風小品 G.37
- ベティカ幻想曲（アンダルシア幻想曲）G.55
- 火祭りの踊り

### ギター曲
- ドビュッシーの墓のために G.56

### 歌曲
- 7つのスペイン民謡 G.40
- プシシェ G.67